# Hoyerswerda
Hoyerswerda (alto sorbio: Wojerecy, bajo sorbio: Wórjejce) es una ciudad alemana del distrito de Bautzen, en el norte del estado federal de Sajonia. Está ubicada en la comarca denominada del Alta Lusacia, a 35 km al sur de Cottbus y 54 km al noroeste de Dresde en la región de Sorbia. La ciudad es una de las seis que componen la región metropolitana de Sajonia (Hoyerswerda-Görlitz-Bautzen) y es miembro de la Euroregion Neiße.